# Norton County (Meteorit)
Koordinaten: 39° 41′ 0″ N, 99° 52′ 0″ W
Der Meteorit Norton County ist ein Aubrit (Enstatit-Achondrit), der 1948 im Bundesstaat Kansas (USA) fiel.

## Fall
Nachdem Zeugen am 18. Februar 1948 einen leuchtenden Feuerball und ein lautes Geräusch wahrgenommen hatten, fiel ein sehr großer Meteoritenschauer über einem weiten Gebiet von Norton County (US-Bundesstaat Kansas) und Furnas County (Bundesstaat Nebraska).
Am 28. April machte sich ein Forschungsteam der University of New Mexico auf den Weg, um Teile des Meteoriten zu identifizieren und zu bergen.
Alles, was von diesem Team geborgen werden konnte, wurde der Universität entweder gespendet oder verkauft.
Insgesamt wurden bis Ende April sieben Teilstücke geborgen, die weitaus größte Masse (~1 Tonne) wurde jedoch erst im Mai gefunden.

## Zusammensetzung und Klassifizierung
Norton County ist eine Kalzium-arme fragmentierte Aubrit-Brekzie.
Als größter Aubrit (Stand 9. Februar 2024) ist seine Mineralogie Gegenstand intensiver Untersuchungen gewesen, insbesondere die chemische, mineralogische und isotopische Zusammensetzung.
Wie bei den anderen Aubriten auch sind praktisch alle ursprünglichen Bestandteile von Norton County in einer stark reduzierenden Umgebung entstanden.
Vor allem seine Pyroxen- und Sulfidkomponenten haben sich in einem extrem reduzierten Milieu gebildet.
Allerdings scheinen Gips, Manganit, einige Karbonate und zwei neue Minerale (Cronusit und Schöllhornit) Produkte der dreimonatigen Exposition der Hauptmasse gegenüber „Wind und Wetter“ zu sein, d. h. Verwitterungsprodukte.
Norton County hat, wie die meisten Aubriten, eine ausgedehnte Brekziation erfahren, gefolgt von einer ungleichmäßigen Re-Equilibrierung mit ganz unterschiedlichen Schockniveaus sowohl in Olivin (Schockklasse S1-S4) als auch in Enstatit (S1-S3).

## Exemplare
Die Hauptmasse von 1070 kg ist das Kernstück der Meteoritenausstellung an der University of New Mexico in Albuquerque.